# Highland Lake (Alabama)
Highland Lake ist eine Town im Blount County im Bundesstaat Alabama in den Vereinigten Staaten. Das U.S. Census Bureau hat bei der Volkszählung 2020 eine Einwohnerzahl von 412 ermittelt.

## Geographie
Highland Lake liegt im Norden Alabamas im Südosten der Vereinigten Staaten.
Nahegelegene Orte sind unter anderem Oneonta (3 km nordwestlich), Allgood (6 km westlich), Ashville (10 km südöstlich), Springville (10 km südlich) und Altoona (15 km nordöstlich). Die nächste größere Stadt ist mit 212.000 Einwohnern das etwa 32 Kilometer südwestlich entfernt gelegene Birmingham.

## Geschichte
Der Ort entstand im Umfeld eines 1954 künstlich angelegten Sees, dem nach Hugh Shuff benannten Shuff Lake. 1956 begann die Investmentgruppe Joe L. Moore and Company, Grundstücke rund um den See zu errichten, der nun Lake Highland genannt wurde. Der See wurde sowohl zur Bewässerung des Umlandes als auch zur Freizeitgestaltung genutzt. Als die Investmentgruppe bankrottging, gründeten lokale Grundstückseigentümer die Lake Highland Inc., die die Grundstücke fortan verwaltete. Den Namen Highland Lake erhielt der Ort 1967 oder 1968. Als ein Hochwasser 1977 den Damm beschädigte, wurde das Gebiet an den Lake Highland Beach Club veräußert.

## Verkehr
Der Ort verfügt über direkte Verbindungen zum U.S. Highway 11 sowie zum U.S. Highway 231, die beide nur wenige Kilometer außerhalb des Ortes verlaufen. Etwa 10 Kilometer südöstlich verläuft der Interstate 59. Über Birmingham besteht zudem Anschluss unter anderem an den Interstate 20, den Interstate 22 sowie den Interstate 65.
Etwa 30 Kilometer nordöstlich befindet sich der Northeast Alabama Regional Airport sowie 45 Kilometer südwestlich der Birmingham-Shuttlesworth International Airport.

## Demographie
Die Volkszählung 2000 ergab eine Einwohnerzahl von 408, verteilt auf 164 Haushalte und 129 Familien. Die Bevölkerungsdichte lag bei 97 Menschen pro Quadratkilometer. 97,3 % der Bevölkerung waren Weiße, 1,2 % Indianer, 0,7 % Asiaten und 0,3 % Schwarze. 0,5 % entstammten einer anderen Ethnizität, 0,7 % waren Hispanics oder Lateinamerikaner jedweder Ethnizität. Auf 100 Frauen kamen 96 Männer. Das Durchschnittsalter lag bei 40 Jahren, das Pro-Kopf-Einkommen betrug 25.829 US-Dollar, womit lediglich 3,5 % der Bevölkerung unterhalb der Armutsgrenze lebten.
Bis zur Volkszählung 2020 stieg die Einwohnerzahl leicht auf 412.